# Balthasar Coymans (1699-1759)
Balthasar Coijmans (Amsterdam, 28 december 1699 - aldaar, 15 september 1759) was heer van Deurne. Hij behoorde tot de Amsterdamse patriciërsfamilie Coijmans.
Coijmans werd geboren als kind van ouders uit twee zeer rijke Amsterdamse koopmansgeslachten. Hij was de zoon van Joseph Coijmans en Clara Valckenier, de dochter van burgemeester Gillis Valckenier. Zijn wieg stond in het Coymanshuis aan de Keizersgracht 177. Hij vervulde tijdens zijn leven diverse functies, waaronder die van commissaris van de honderdste en tweehonderdste penning te Amsterdam (1740), kerkmeester van de Zuiderkerk te Amsterdam (1724-1739), dijkgraaf van de Beemster (1743) en dus ook heer van Deurne en Liessel, hetgeen ongetwijfeld een belegging zal zijn geweest.
Coijmans overleed op 59-jarige leeftijd te Amsterdam. Hij was niet getrouwd en is kinderloos gebleven. Het huis ging over naar Jan Pieter Theodoor Huydecoper. De heerlijkheid werd verkocht aan Theodorus de Smeth (1710-1772).

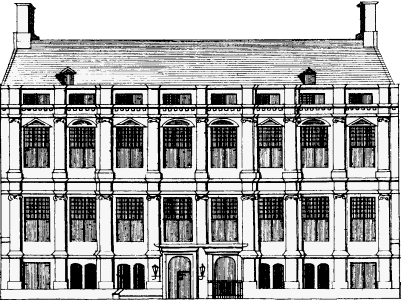
Keizersgracht 177. Het huis van de familie Coijmans, gebouwd door Jacob van Campen in 1625. Tekening door Caspar Philips voor het Grachtenboek, uitgegeven in 1771

## Trivia
- In de wijk Vlier-Noord in Deurne is de Balthasar Coymansstraat naar hem vernoemd.